# Азербайджанська державна хорова капела

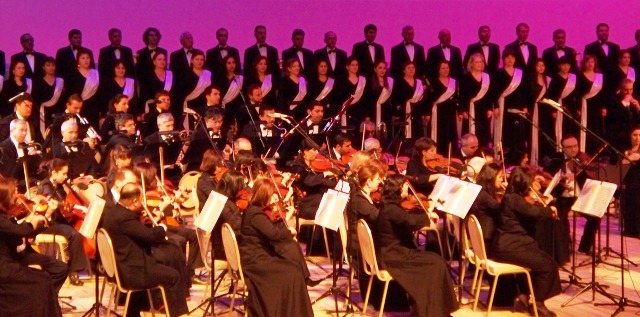
Виступ Азербайджанської Державної Хорової Капели у супроводі Симфонічного оркестру, у рамках Міжнародного фестивалю «Світ Мугама» в Баку.

Азербайджанська державна хорова капела — функціонує при Азербайджанської державної філармонії з 1966 року. Репертуар капели включає тисячу творів азербайджанських та зарубіжних композиторів (Й. С. Бах, В. А. Моцарт, Д. Верді, К. Орфун, І. Стравінській, Васиф Адігезалов, Мамед Кулієв та ін), у тому числі Народні пісні а також Різні Зразки хорової музики. За роки функціонування колектив капели успішно виступали на всесоюзних та міжнародних фестивалях та заходах, Що проводяться Як в Азербайджані, так и за Його межами.

## Диригенти капели
- Першим художнім керівником і головним диригентом капели був заслужений діяч мистецтв Азербайджану Е. Новруз.
- З 1996 року художнім керівником і головним диригентом Азербайджанської державної хорової капели є професор, народний артист Азербайджанської Республіки Гюльбаджі Іманова.